# Canton de Vitry-sur-Seine-2
Le canton de Vitry-sur-Seine-2 est une circonscription électorale française du département du Val-de-Marne créée par le décret du 17 février 2014. Elle tient lieu de circonscription d'élection des conseillers départementaux et entre en vigueur lors des élections départementales de 2015.

## Histoire

### Département duVal-de-Marne
Un nouveau découpage territorial du Val-de-Marne entre en vigueur à l'occasion des premières élections départementales suivant le décret du 17 février 2014. Les conseillers départementaux sont, à compter de ces élections, élus au scrutin majoritaire binominal mixte. Les électeurs de chaque canton élisent au Conseil départemental, nouvelle appellation du Conseil général, deux membres de sexe différent, qui se présentent en binôme de candidats. Les conseillers départementaux sont élus pour 6 ans au scrutin binominal majoritaire à deux tours, l'accès au second tour nécessitant 12,5 % des inscrits au 1er tour. En outre la totalité des conseillers départementaux est renouvelée. Ce nouveau mode de scrutin nécessite un redécoupage des cantons dont le nombre est divisé par deux avec arrondi à l'unité impaire supérieure si ce nombre n'est pas entier impair, assorti de conditions de seuils minimaux. Dans le Val-de-Marne, le nombre de cantons passe ainsi de 49 à 25.
Dans ce cadre sont créés, par rescindement des trois anciens cantons, Vitry-sur-Seine-Ouest, Vitry-sur-Seine-Nord et Vitry-sur-Seine-Est, les cantons de Vitry-sur-Seine-1 et de Vitry-sur-Seine-2, tous deux entièrement inclus dans l'arrondissement de Créteil. Leurs bureaux centralisateurs sont situés à Vitry-sur-Seine.

## Représentation
| Période élective | Période élective | Mandat    | Mandat                | Identité         | Nuance | Nuance | Qualité |
| ---------------- | ---------------- | --------- | --------------------- | ---------------- | ------ | ------ | --- |
| 2015             | 2021             | 2015      | 2021                  | Évelyne Rabardel |        | PCF    | Professeure des écoles Conseillère municipale de Vitry-sur-Seine Ancienne Conseillère générale du canton de Vitry-sur-Seine-Est (2001-2015) 1ère vice-présidente du Conseil départemental |
| 2015             | 2021             | 2015      | 2021                  | Hocine Tmimi     |        | PCF    | Professeur du secondaire Maire-adjoint de Vitry-sur-Seine |
| 2021             | 2028             | 2021      | juin 2023 (démission) | Evelyne Rabardel |        | PCF    | Conseillère sortante |
| 2021             | 2028             | juin 2023 | en cours              | Marion Martin    |        | PCF    | Directrice générale adjointe des services de la ville de Bobigny |
| 2021             | 2028             | 2021      | en cours              | Hocine Tmimi     |        | PCF    | Conseiller sortant |

### Résultats détaillés

#### Élections de mars 2015
Les binômes de candidats du canton lors des élections départementales  de 2015 dans le Val-de-Marne étaient :
- Valérie Paquiom (DLF) et Rémy Ramassamy (DLF).
- Evelyne Rabardel (PCF, sortante) et Hocine Tmimi (FG).
- Bernadette Hérault (UMP) et Emmanuel Njoh (UDI).
- Lionel Ackiana (PS) et Sarah Taillebois (PS).
- Laurence Dexavary (EELV) et Jacques Perreux (EELV, sortant).
- François Paradol (FN) et Thérèse Patry (FN)[5].

À l'issue du 1er tour des élections départementales de 2015, deux binômes sont en ballottage : Evelyne Rabardel et Hocine Tmimi (FG, 32,64 %) et François Paradol et Thérèse Patry (FN, 19,79 %). Le taux de participation est de 35,56 % (7 939 votants sur 22 324 inscrits) contre 44,44 % au niveau départemental et 50,17 % au niveau national.
Au second tour, Evelyne Rabardel et Hocine Tmimi (FG) sont élus avec 71,53 % des suffrages exprimés et un taux de participation de 36,13 % (5 403 voix pour 8 067 votants et 22 326 inscrits).

#### Élections de juin 2021
Le premier tour des élections départementales de 2021 est marqué par un très faible taux de participation (33,26 % au niveau national). Dans le canton de Vitry-sur-Seine-2, ce taux de participation est de 20,38 % (4 539 votants sur 22 272 inscrits) contre 29,98 % au niveau départemental. À l'issue de ce premier tour, deux binômes sont en ballottage : Evelyne Rabardel et Hocine Tmimi (PCF, 33,51 %) et Shamime Attar et Laurence Jeanne (Union à gauche, 18,13 %). Le troisième binôme,  écologiste, constitué de Laurence Dexavary et Yohann Georget est arrivé en troisième position à une voix près et conteste le résultat de ce scrutin.
Dans le cadre du désistement républicain, les candidats Shamime Attar  et Laurence Jeanne  retirent leur liste et le second tour des élections est marqué une nouvelle fois par une abstention massive équivalente au premier tour. Les taux de participation sont de 34,36 % au niveau national, 32,99 % dans le département et 20,78 % dans le canton de Vitry-sur-Seine-2. 
Evelyne Rabardel et Hocine Tmimi (PCF), uniques candidats,  sont donc élus avec la totalité des suffrages exprimés (3 336 voix pour 4 630 votants et 22 283 inscrits),,.
Ces élections sont annulées en février 2022 par le tribunal administratif de Melun, qui a retenu que l'absence lors du premier tour pendant plus de sept heures des bulletins du binôme EELV-la Fabrique Laurence Dexavary et Yohann Georget dans un des bureaux de vote avait porté atteinte à la sincérité du scrutin, puisqu'une seule voix séparait cette liste de celle de Shamime Attar (PS)-Laurence Jeanne (PCF), qui auraient pu, eux,  participer au second tour. De nouvelles élections sont organisées les 12 et 19 juin 2022, en même temps que les élections législatives de 2022

## Composition
| Nom                                     | Code Insee | Intercommunalité         | Superficie (km2) | Population (dernière pop. légale)                | Densité (hab./km2) | Modifier                                    |
| --------------------------------------- | ---------- | ------------------------ | ---------------- | ------------------------------------------------ | ------------------ | ------------------------------------------- |
| Vitry-sur-Seine (bureau centralisateur) | 94081      | Métropole du Grand Paris | 11,67            | Fraction : 47 279 (2022) Commune : 95 282 (2022) | 8 165              | modifier les données · modifier les données |
| Canton de Vitry-sur-Seine-2             | 9425       |                          |                  | 47 279 (2022)                                    |                    | modifier les données                        |

Le canton de Vitry-sur-Seine-2 comprend la partie de la commune de Vitry-sur-Seine située au sud d'une ligne définie par l'axe des voies et limites suivantes : depuis la limite territoriale de la commune de Villejuif, avenue du Colonel-Fabien, rue Edouard-Tremblay, rue Meissonier, voie des Monis, rue de la Petite-Saussaie, voie Houdon, voie Van-Loo, chemin Saint-Martin, rue Edouard-Till, rue Edouard-Tremblay, rue Langlois, avenue Lucien-Français, rue de Meissen, rue de Kladno, avenue Youri-Gagarine, rue Camille-Groult, place des Martyrs-de-la-Déportation, rue du 18-Juin-1940, rue Dupetitval, avenue Guy-Môquet, avenue Paul-Vaillant-Couturier, rue Neuve, rue Gabriel-Péri, rue de l'Argonne, rue du Colonel-Moll, rue d'Odessa, voie située dans le prolongement de la rue de la Marne, avenue Jean-Jaurès, avenue du Président-Salvador-Allende (route départementale 148), pont du Port-à-l'Anglais, jusqu'à la limite territoriale de la commune d'Alfortville.
Le surplus de la commune de Vitry-sur-Seine constitue le canton de Vitry-sur-Seine-1.

## Démographie
En 2022, le canton comptait 47 279 habitants, en évolution de +4,37 % par rapport à 2016 (Val-de-Marne : +3 %, France hors Mayotte : +2,11 %).
| 2013   | 2018   | 2022   |
| ------ | ------ | ------ |
| 43 845 | 46 195 | 47 279 |